# Deep Forest
Deep Forest (с англ. — «дремучий лес») — музыкальная группа, состоящая из двух французских музыкантов, Эрика Муке (Eric Mouquet) и Мишеля Санчеса (Michel Sanchez).
Они пишут музыку в новом стиле world music, иногда называемом этно-электроника, микшируя этнические и электронные звуки, а также танцевальные биты или чил-аут биты.

## История
Дебютный сингл дуэта «Sweet Lullaby» (1992 год) стал международным бестселлером, выведя на лидирующие позиции европейских хит-парадов и первый полнометражный альбом Deep Forest. Использование в пластинке элементов музыки пигмеев привело к тому, что часть композиций альбомов включили в серию так называемых «благотворительных сборников», выпускаемых по программе помощи африканским племенам, в том числе и пигмеям. Таким образом, Deep Forest получили статус группы, чья деятельность согласована и частично проходит под эгидой ЮНЕСКО. Дебютный альбом номинировался на премию «Грэмми», в Австралии завоевал двойную «платину», и только в США за неделю продавалось около 2 тысяч экземпляров этой пластинки.
Материал для второго диска Санчес и Муке искали в Восточной Европе, в частности в Венгрии, где музыканты познакомились с известной певицей Мартой Шебештьен, занимавшейся народными хорами. Убедившись, что вокал Шебештьен как нельзя лучше подходит под задуманную концепцию второго альбома, музыканты пригласили Шебештьен в Лилль, где она записала несколько венгерских народных песен часть из которых Санчес семплировал, и на полученные таким образом аранжировки наложил партии фортепиано и других инструментов. Кроме того, в альбом Boheme, который критики справедливо назвали «новой Богемской рапсодией», вошли композиции, построенные на монгольской музыке, а также стилизованные цыганские и индейские песни.
К моменту выхода второго альбома Санчес и Муке приобрели репутацию опытных и виртуозных мастеров ремикса и семплерной аранжировки, к их услугам прибегали певцы Юссу Н’Дур и Джон Андерсон (Yes), а также группа Apollo 440. По просьбе режиссёра Кэтрин Бигелоу дуэт создал фонограмму к её фильму «Странные дни» (в частности композицию «Coral Lounge»; сотрудничество с Питером Гэбриелом увенчалось совместным мини-альбомом «While The Earth Sleeps»). Альбом 1997 года, построенный по большей части на карибской музыке, свидетельствовал о намерении музыкантов и впредь разрабатывать темы world music и эмбиента.
С 2004 года Мишель Санчез не принимает участия в создании песен Deep Forest и занят собственными проектами. Фактически, под именем Deep Forest выступает единолично Эрик Муке.
Первые выступления Deep Forest в России:
- 23 сентября 2011 — Санкт-Петербург — ДК Ленсовета
- 24 сентября 2011 — Москва — Клуб Арена

Первой российской группой, записавшей совместные композиции «Oyme’s Song» и «Simply Done» в Evo Devo, стала группа «Ойме». После выхода альбома было три концерта в России: Санкт-Петербурге, Екатеринбурге и Москве, и один в Белоруссии.
В 2017 году группа приняла участие в записи трека «Vsesvit» украинской группы Onuka. Трек вошёл в альбом Mozaїka.
Совместно с российско-итальянской оперной певицей Марией Матвеевой Deep Forest создаёт международный мультижанровый проект «Сибирские истории» («Siberian Tales»), который становится лауреатом премии Russian World Music Awards в 2020 году.

## Дискография

### Студийные альбомы
| №  | Год выпуска | Название       | Лейбл | Комментарий                                                   |
| -- | ----------- | -------------- | ----- | ------------------------------------------------------------- |
| 1  | 1992        | Deep Forest    |       | «Night Bird» вошла в саундтрек фильма «Остров доктора Моро»   |
| 2  | 1994        | World Mix      |       |                                                               |
| 3  | 1995        | Boheme         |       |                                                               |
| 4  | 1997        | Comparsa       |       |                                                               |
| 5  | 2000        | Pacifique      |       | саундтрек к фильму Prince au Pacifique                        |
| 6  | 2002        | Music Detected |       |                                                               |
| 7  | 2004        | Kusa No Ran    |       | альбом вышел только в Японии. саундтрек к одноимённому фильму |
| 8  | 2008        | Deep Brasil    |       |                                                               |
| 9  | 2013        | Deep Africa    |       |                                                               |
| 10 | 2013        | Deep India     |       |                                                               |
| 11 | 2016        | Evo Devo       |       | «Oyme’s Song» и «Simply Done» записанные совместно с «Ойме»   |
| 12 | 2020        | Deep Symphonic |       |                                                               |

### Концертные альбомы
| № | Год выпуска | Год записи | Название      | Лейбл | Комментарий |
| - | ----------- | ---------- | ------------- | ----- | ----------- |
| 1 | 1999        | 1998       | Made in Japan |       |             |

### Сборники
| № | Год выпуска | Название              | Лейбл | Комментарий |
| - | ----------- | --------------------- | ----- | ----------- |
| 1 | 2004        | Essence of the Forest |       |             |

### Синглы
- 1992 — «Deep Forest» / UK #20[16]
- 1992 — «Sweet Lullaby» /UK #10, U.S. #78 — продано более 1 миллиона копий
- 1992 — «White Whisper»
- 1993 — «Forest Hymn»
- 1994 — «Savana Dance» / UK #28
- 1994 — «Undecided» (совместно с Youssou N'Dour)
- 1995 — «Boheme»
- 1995 — «Boheme» (the remixes)
- 1995 — «Marta’s Song» / UK #26
- 1995 — «Marta’s Song» (the remixes)
- 1996 — «While the Earth Sleeps» (совместно с Peter Gabriel)
- 1996 — «Bohemian Ballet (promo)»
- 1997 — «Freedom Cry»
- 1997 — «Madazulu»
- 1998 — «Media Luna»
- 1998 — «Noonday Sun»
- 1999 — «Hunting (Live)»
- 1999 — «Sweet Lullaby (live)»
- 2000 — «Pacifique»
- 2002 — «Endangered Species»
- 2002 — «Will You Be Ready (promo)»
- 2007 — «Sweet Lullaby Remixes»
- 2013 — «Dub Africa (Web Release)»

### Ремиксы
- 1996 — Deep Forest — Bohemian Ballet (Mindless Self Indulgence Hard Electronic Version)
- 2005 — Deep Forest — Forest Power (Renzadza remix)

- 2007 — Deep Forest — Sweet Lullaby (Monodrive remix) [Existence]
- 2017 — Deep Forest — MMXVI Remixes[17]